# Super United Sports
O Super United Sports, ou simplesmente Super United é um clube de futebol com sede em Malé, Maldivas. A equipe compete no Campeonato Maldivo de Futebol. A equipe é apelidada de suspatis, ou ainda pela abreviação da mesma SUS.

## História
Fundado em 1995, o clube disputa atualmente a primeira divisão do Campeonato Maldivo de Futebol.

## Elenco 2020
Nota: Bandeiras indicam equipe nacional, conforme definido pelas regras de elegibilidade da FIFA. Os jogadores podem ter mais de uma nacionalidade não-FIFA.
| N.º |          | Posição | Jogador                      |
| --- | -------- | ------- | ---------------------------- |
| 1   | Maldivas | G       | Abdulla Nasih                |
| 2   | Maldivas | D       | Ismail Asif                  |
| 3   | Maldivas | M       | Hassan Nahwaash              |
| 4   | Maldivas | D       | Ibrahim Rasheed              |
| 5   | Maldivas | D       | Irufaan Adam Naseer          |
| 6   | Maldivas | D       | Ismail Naseer                |
| 7   | Maldivas | A       | Ali Shifaau                  |
| 8   | Maldivas | M       | Ali Shaihan                  |
| 9   | Maldivas | M       | Ali Maais                    |
| 10  | Maldivas | A       | Ahmed Ashraf Yoosuf          |
| 11  | Maldivas | D       | Ismail Aaiz Hameed (Capitão) |
| 12  | Maldivas | D       | Mohamed Shaah                |
| 13  | Maldivas | M       | Ibrahim Ahmed                |

| N.º |          | Posição | Jogador                |
| --- | -------- | ------- | ---------------------- |
| 14  | Maldivas | D       | Ahmed Rizan            |
| 15  | Maldivas | A       | Ali Shimah             |
| 16  | Maldivas | D       | Afraah Mohamed         |
| 17  | Maldivas | D       | Mohamed Thilmizy       |
| 18  | Maldivas | G       | Fairooz Adam Sameer    |
| 19  | Maldivas | M       | Huzaifath Rasheed      |
| 20  | Maldivas | M       | Ahmed Afrad            |
| 21  | Maldivas | G       | Ismail Fathih          |
| 22  | Maldivas | A       | Husaam Ibrahim Rasheed |
| 23  | Maldivas | M       | Hussain Ghassan Labeeb |
| 24  | Maldivas | M       | Yoosuf Umar            |
| 25  | Maldivas | M       | Ahmed Farhan           |
| 26  | Maldivas | A       | Adam Nizam             |